# طارق بن شروده
طارق بن شروده (انگلیسی: Tarek Ben Chrouda؛ زادهٔ ۱۳ اکتبر ۱۹۷۶) بازیکن فوتبال اهل تونس است.
از باشگاه‌هایی که در آن بازی کرده‌است می‌توان به باشگاه فوتبال آفریقایی اشاره کرد.
وی همچنین در تیم ملی فوتبال تونس بازی کرده‌است.